# Lara Gut-Behrami
Pour les articles homonymes, voir Gut.
Lara Gut-Behrami, née Lara Gut le 27 avril 1991 à Lugano est une skieuse alpine suisse qui s'aligne régulièrement dans toutes les disciplines excepté le slalom.  
La Tessinoise se révèle à 17 ans, lorsqu'elle remporte sa première victoire de Coupe du monde quelques semaines avant d'obtenir deux médailles d'argent lors des championnats du monde 2009 à Val d'Isère en descente et en combiné alpin. 
Malgré une carrière émaillée de blessures et de coups d'arrêt, elle se construit un des plus beaux palmarès du ski alpin féminin, prenant part à plus de 300 courses en Coupe du monde pour 100 podiums dont 48 victoires (24 en super-G, 13 en descente, 10 en géant et 1 en combiné alpin), remportant les victoires au classement général au terme des saisons  2015-2016 et 2023-2024, ainsi que six petits globes, du Super-G en 2014, 2016, 2021, 2023 et 2024, et du slalom géant en 2024.  
Après six podiums dans les championnats du monde, Lara Gut-Behrami remporte enfin l'or lors des Mondiaux 2021 à Cortina d'Ampezzo en gagnant slalom géant et le Super-G. Aux Jeux olympiques, elle monte sur la troisième marche du podium de la descente à Sotchi en 2014, puis sur celle du slalom géant à  Pékin en 2022. Le 11 février 2022 elle gagne à l'âge de 30 ans le seul titre qui manquait encore à son palmarès, en remportant la médaille d'or olympique du Super-G. Au terme de la saison 2022-2023 et à la dernière course, elle s'adjuge le petit globe de cristal du Super-G pour la quatrième fois. 
En 2023-2024, Lara Gut-Behrami, très régulière en slalom géant, Super-G et descente (huit victoires, seize podiums), et bénéficiant d'une absence de six semaines de sa principale rivale, Mikaela Shiffrin blessée au cœur de l'hiver, remporte son deuxième gros globe de cristal, huit années après le précédent.
Lors de la saison 2024-2025, Lara Gut-Behrami remporte un 6ème globe de cristal de Super-G ce qui constitue, à ce moment-là, le record absolu pour une skieuse dans la discipline du Super-G. Avec une victoire lors du dernier slalom géant de la saison, elle fête son 100e podium et devient la première skieuse à compter au moins dix victoires dans trois disciplines différentes.

## Biographie
Née à Lugano le 27 avril 1991, Lara Gut grandit dans la commune de Comano, près de Lugano dans le foyer de Pauli et Gabriella Gut (née Almici) avec son jeune frère, Ian. Son père est suisse, sa mère italienne, native de Zone en Lombardie. Elle commence le ski à 18 mois après avoir reçu des skis en cadeau de sa tante. Son début dans les compétitions de la FIS date du 22 août 2006 à Las Leñas (Argentine).
Le 11 juillet 2018, à Lugano Lara Gut se marie avec Valon Behrami, joueur international de l'équipe de Suisse de football, à peine revenu de la Coupe du monde en Russie,. 
Dans le monde du ski et sa compétitivité, elle confie en 2022 partager une véritable amitié avec Anna Veith, originaire d'Autriche, et qui s'est poursuivie quand cette dernière a mis fin à sa carrière dans la compétition en 2020.

### Brillante junior
Seulement âgée de 15 ans, Lara Gut fait sa première apparition en équipe de Suisse lors d'une étape de coupe d'Europe à Saint-Moritz au cours de laquelle elle obtient une quatrième place en descente lors de la quatrième course du week-end. Quelques semaines plus tard, c'est dans le cadre des Mondiaux juniors 2007 organisés en Autriche que la Suissesse s'illustre en enlevant la médaille d'argent derrière la skieuse du Liechtenstein Tina Weirather. Elle enchaîne en coupe d'Europe en décrochant ses deux premiers podiums obtenus tous les deux en descente à Santa Caterina. Quelques jours plus tard, elle bouscule la hiérarchie nationale lors des championnats de Suisse en remportant le titre du super-G devant quelques-unes des meilleures skieuses du pays régulièrement alignées en Coupe du monde (elle devance Fabienne Suter et Martina Schild).
Entamant la saison 2007-2008 en coupe d'Europe, elle enchaîne quatre succès consécutifs à Caspoggio après avoir fait sa première apparition en Coupe du monde à l'occasion d'un slalom géant organisé à Lienz. Elle s'illustre lors de son quatrième départ parmi l'élite mondiale en décrochant un premier podium à Saint-Moritz alors qu'elle n'a pas encore 17 ans. Pourtant partie avec le dossard 32, la Suissesse profite de conditions de course plus favorables et réalise le meilleur temps aux différents intermédiaires d'une descente jusque-là dominée par l'Autrichienne Maria Holaus. Elle semble se diriger vers la première place provisoire mais chute à la réception du dernier saut tout en réussissant à franchir la ligne d'arrivée avec le second temps. Elle termine finalement troisième après le parcours sans-faute de la Slovène Tina Maze également favorisée par une meilleure visibilité. Lara Gut confirme le lendemain en décrochant une cinquième place sur un super-G.

### Premières victoires et double vice-championne du monde à Val d'Isère

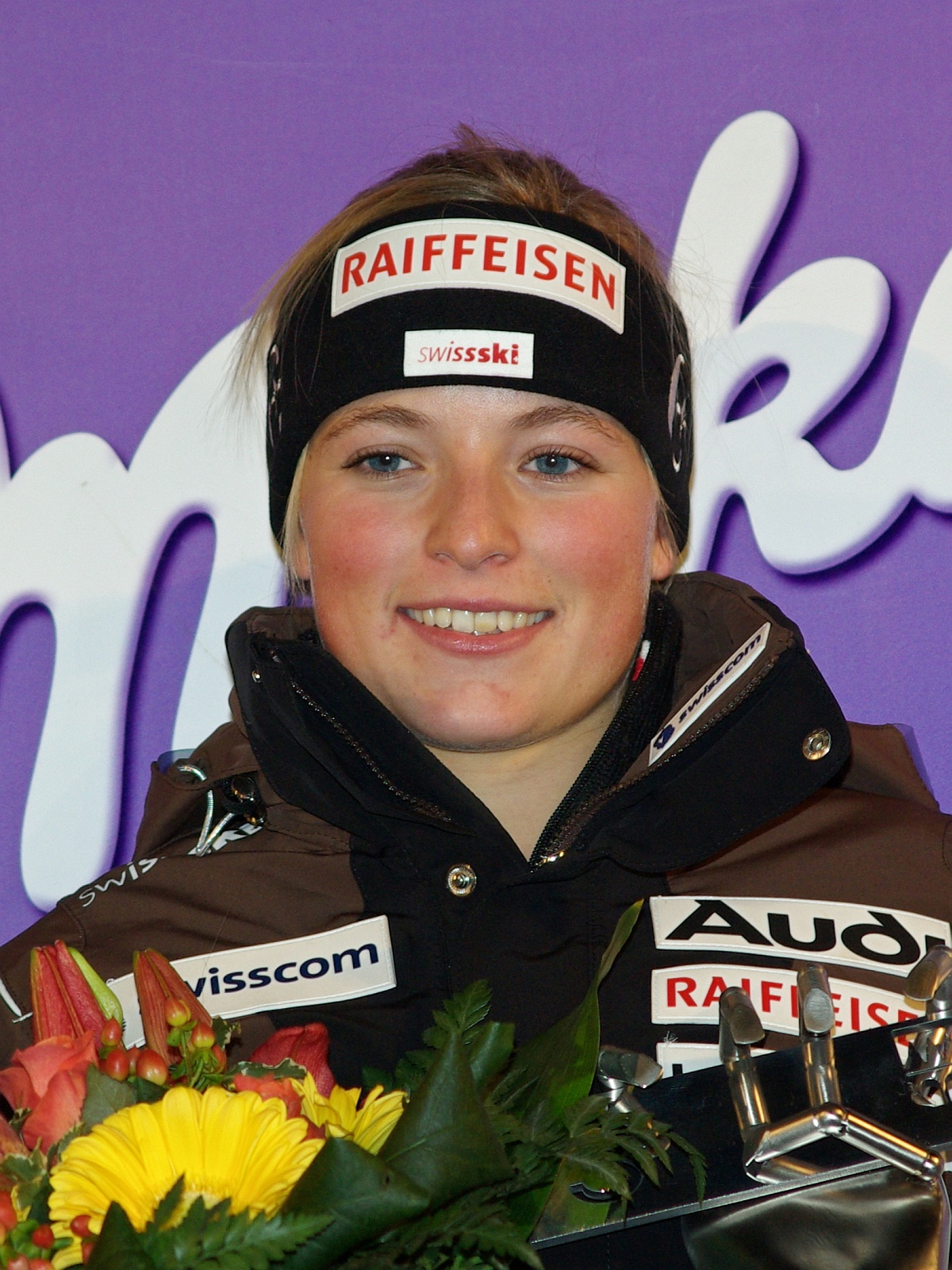
Lara Gut lors de la remise des prix du slalom géant de Semmering, le 28 décembre 2008.

Lors de la saison 2008-2009, la skieuse tessinoise décroche sa première victoire en Coupe du monde le 20 décembre 2008 à l'occasion d'un super-G raccourci disputé à Saint-Moritz et termine dans la foulée 3e du slalom géant de Semmering. Son talent éclate en pleine lumière lors des Championnats du monde de Val d'isère, sur la piste Rhône-Alpes de la face de Solaise, où elle décroche deux médailles d'argent. Elle est dauphine de Kathrin Zettel dans le super-combiné le 6 février 2009, et de Lindsey Vonn dans la descente, trois jours plus tard.

### Grave blessure et retour
Lors de la préparation à la saison 2009-2010 sur le glacier de Fee, au-dessus de Saas Fee fin septembre, Lara se blesse gravement et est opérée d'une luxation de la hanche droite. Elle rate par conséquent la totalité de la saison de ski alpin 2009-2010, ponctuée par les Jeux olympiques d'hiver de 2010 à Vancouver.
Elle reprend la compétition le 23 octobre 2010 à Sölden et retrouve les podiums dès l'hiver avec une 3e place en descente à Val d'Isère le 18 décembre, et la deuxième victoire de sa carrière en Coupe du monde dans le Super-G disputé à Zauchensee le 9 janvier 2011. Deux semaines plus tard elle monte à nouveau sur le podium en finissant 3e du Super G de Cortina d'Ampezzo. Elle se révèle être malchanceuse lors des championnats du monde de Garmisch-Partenkirchen avec d'abord une quatrième place en super-G (à 23 centièmes du podium) puis une chute spectaculaire mais heureusement sans gravité dans la manche de slalom du super-combiné alors qu'elle est en position d'obtenir l'or. Enfin, elle finit à nouveau quatrième de la descente (à 34 centièmes du podium). Elle termine ses championnats sur une 20e place en slalom géant.
Néanmoins elle se consolera à Lenzerheide en arrachant la 2e place de la descente pour sa dernière course de la saison.
Elle commence la saison 2011-2012 avec un nouveau matériel à la suite de son engagement pour trois ans avec la marque française Rossignol. Lors de cette saison, elle court dans toutes les disciplines débutant avec une 15e place au slalom géant de Sölden, puis avec une 5e place lors du slalom géant d'Aspen, quelques semaines plus tard. Elle figure la plupart du temps dans le top 15, mais sa saison est ponctuée par de nombreuses sorties de piste, en slalom notamment.
Lors de la saison 2012-2013, elle remporte sa première descente de Coupe du monde à Val-d'Isère. Partie avec le dossard n°2, elle conserve le meilleur temps pour 16 centièmes devant l'américaine Leanne Smith partie juste derrière elle. Lors des Championnats du monde de ski alpin 2013, elle est deuxième du super-G à 38 centièmes de Tina Maze. Il s'agit de sa troisième médaille d'argent aux Championnats du monde.

### Montée en puissance jusqu'au gros globe de cristal
Elle commence la saison 2013-2014 de façon idéale à Sölden puisqu'elle remporte sa première victoire en géant devant Kathrin Zettel et Viktoria Rebensburg. Elle s'impose également lors de la descente puis du super-G de Beaver Creek, prenant ainsi la tête du classement général de la Coupe du Monde. Elle enchaîne avec une première place au super-G de Lake Louise, puis elle s'impose dans la même discipline à Cortina d'Ampezzo et à Lenzerheide et remporte son premier « petit » globe de cristal, terminant par ailleurs à la 3e place du classement général remporté par Anna Fenninger avec le meilleur bilan de sa carrière en termes de victoires : sept en tout. Elle remporte également une médaille de bronze en descente lors des Jeux olympiques de Sotchi mais échoue à 7 centièmes du podium en Super G. 
La saison suivante, Lara Gut reste plutôt discrète en Coupe du monde (elle n'enregistre que deux victoires et termine 9e du classement général), mais elle remporte une nouvelle médaille aux championnats du monde : le bronze en descente à Beaver Creek.
En 2015-2016, Lara Gut est de décembre à février à la lutte avec Lindsey Vonn pour le gros globe de cristal. La Suissesse de 24 ans s'impose dans quatre disciplines, enregistrant deux victoires en descente, une en Super-G, deux en géant et une en combiné alpin, figurant par ailleurs souvent sur les podiums, si bien que le 27 février, elle n'a que 28 points de retard sur Vonn au classement général. Ce jour-là, l'Américaine se blesse en chutant dans le Super-G de Soldeu (Andorre) et doit mettre un terme à sa saison. En son absence, Lara Gut la dépasse et devient la première skieuse helvétique à remporter la Coupe du monde de ski alpin depuis Vreni Schneider en 1995.

### Sur les mêmes bases en 2017 avant la blessure
Lors de la saison 2016-2017, Lara Gut repart sur les mêmes bases, s'imposant d'entrée dans le géant de Sölden en octobre, puis s'adjugeant trois victoires en Super-G (Lake Louise, Val d'Isère et Garmisch) et une en descente (Cortina d'Ampezzo). Elle lutte pour la première place du classement général de la Coupe du monde face à l'Américaine Mikaela Shiffrin, mais le 10 février 2017, lors de l'échauffement en vue du slalom du combiné des championnats du monde de Saint-Moritz, et alors qu'elle a pris la 3e place de la descente, elle se blesse sévèrement au genou gauche : déchirure des ligaments croisés et lésion du ménisque, ce qui met un terme à sa saison.

### 2018, nouvelle saison olympique
Elle avait prévu de ne pas participer à la première épreuve de la saison 2017-2018 à Sölden, à cause de sa blessure, et de ne commencer la compétition qu'un mois plus tard à Killington, mais elle est finalement présente à cette épreuve ouvrant la saison. Elle est ensuite de retour sur le podium le 3 décembre 2017 au Super G de Lake Louise. Un autre classement suit au Super G de Bad Kleinkirchheim. Le 21 janvier 2018, elle gagne au Super-G de Cortina d'Ampezzo, au même endroit qu'un an plus tôt. Aux jeux olympiques de Pyeongchang, en slalom géant le 15 février 2018, elle chute en voulant attaquer, et fauche des photographes. Dès qu'elle se relève, elle s'inquiète pour ces photographes, mais il y a eu plus de peur que de mal pour les uns et les autres. Elle échoue de peu à monter sur le podium du super-G olympique, devancée d'un centième par la Liechtensteinoise Tina Weirather. Blessée dans la descente, elle est contrainte de renoncer à concourir sur le combiné.

### 2020, retour sur la plus haute marche du podium
Lara Gut Behrami qui ne s'est plus imposée depuis le Super-G de Cortina d'Ampezzo le 21 janvier 2018, retrouve le chemin de la victoire un peu plus de deux ans plus tard, en s'imposant dans la descente de Crans Montana le 21 février 2020, sa huitième victoire dans la discipline et la vingt-cinquième de sa carrière.

### 2020-2021, dans la course au gros globe, double championne du monde
Lara Gut-Behrami fait son retour au sommet du ski alpin féminin lors de la saison 2020-2021. Sa victoire dans le Super-G de Garmisch le 30 janvier est sa troisième de l'hiver dans la discipline. Elle double la mise le surlendemain dans le deuxième Super-G disputé dans la station allemande. Elle compte également des podiums en descente et en slalom géant (deuxième derrière Tessa Worley à Plan de Corones/Kronplatz quatre jours plus tôt), et s'installe dans le match pour le gros globe de cristal, face à Petra Vlhová et sa compatriote Michelle Gisin.
Lors des championnats du monde 2021 à Cortina d'Ampezzo elle confirme sa domination de l'hiver en Super-G en remportant le 11 février son premier titre mondial. Sept jours plus tard, elle s'adjuge une deuxième médaille d'or en slalom géant, une discipline où elle n'avait plus gagné depuis la course d'ouverture de la 2016-20127 à Sölden. 3e temps de la première manche sur l'Olympia Delle Tofane, elle fait le nécessaire sur le deuxième tracé pour prendre le meilleur sur Mikaela Shiffrin, qu'elle devance finalement de 2 centièmes de seconde. En trois épreuves disputées dans ces Mondiaux, elle totalise trois médailles, puisqu'elle prend également le bronze en descente. Les premières courses après ces Mondiaux sont deux descentes disputées à Val di Fassa les 26 février et 27 février, et Lara Gut-Behrami s'impose, les deux fois, 2/100e de seconde devant Ramona Siebenhofer le premier jour, puis battant de 32/100e sa compatriote Corinne Suter le lendemain. Elle totalise désormais onze victoires dans la discipline, mais n'avait pas encore gagné en descente cet hiver. Cela lui permet de déloger Petra Vlhová, neuvième puis douzième de ces deux courses, des commandes du classement général de la Coupe du monde, avec 107 points d'avance. Enfin, toujours à Val di Fassa, elle se classe deuxième du Super-G derrière Federica Brignone. Vlhová terminant cette course 32e et hors des points, son avance en tête du général augmente à 187 points. Ce résultat permet aussi à la skieuse suisse de se mettre hors de portée au classement du Super-G, à une course de la fin. C'est donc son troisième petit globe dans la discipline après 2014 et 2016. 
Mais Vlhová repasse devant à la faveur de ses victoires dans le slalom géant de Jasna le 7 mars, puis dans le slalom d'Åre le 12 mars. Les annulations de la descente et du Super-G des finales de Lenzerheide en raison de conditions météorologiques très défavorables, ne permettent pas à Lara Gut-Behrami de défendre ses chances jusqu'au bout dans la lutte pour le gros globe. Elle termine à la deuxième place du classement général à 160 points de la skieuse slovaque. Lors de la dernière course de l'hiver, le slalom géant des finales le 21 mars, elle s'arrête de façon inexpliquée après deux portes en première manche.

### 2021-2022, la consécration olympique
Malgré un automne perturbé par un refroidissement tenace qui la handicape , Lara Gut-Behrami réalise un bon début de saison de Coupe du monde, montant sur le podium dès le géant inaugural à Sölden puis lors du premier Super G de la saison à Lake Louise. De retour à St-Moritz à l'occasion des deux courses suivantes, elle poursuit sa relation amour-haine avec la Corviglia, la fameuse piste de la station grisonne : elle remporte en effet le premier Super G mais effectue une chute spectaculaire lors du second alors qu'elle semblait en mesure de réaliser à nouveau un excellent résultat. Elle se trouve ensuite privée de compétition pendant plusieurs semaines pour ce remettre de cet accident, puis guérir d'une infection persistante au covid , et ne fait qu'un retour timide début janvier pour le géant de Kranjska Gora en ayant déjà perdu tout espoir de jouer pour le général ou l'un des petits globes. Elle s'impose lors de la descente de Zauchensee, durant laquelle Sofia Goggia semblait la plus rapide avant de chuter, mais doit se contenter de résultats plus modestes autant dans le Super G du lendemain qu'à la descente et au Super G de Cortina. Se sentant fatiguée, elle décide alors de renoncer au géant de Kronplatz et aux épreuves de Garmisch pour mieux préparer les JO et la fin de saison.
Distancée dans la manche initiale du géant olympique (seulement 8ème), Lara Gut-Behrami réussit le meilleur temps dans la seconde et remporte sa deuxième médaille de bronze aux Jeux. À l'issue du Super G du 11 février, elle devient championne olympique pour la première fois.

### 2023-2024: deuxième gros globe de cristal
Lara Gut-Behrami remporte la première course de la saison de Coupe du monde, le slalom géant de Sölden. Gagnante dans cette discipline en novembre à Killington, elle s'impose aussi en Super G en janvier à Zauchensee. Forte de trois victoires consécutives à Cortina d'Ampezzo (super G), Plan de Corones et Soldeu (slalom géant) et combiné à l'absence de Mikaela Shiffrin sur blessure, elle prend à l'issue de la course andoranne la tête du classement de la Coupe du monde aux dépens de l'Américaine. Elle accentue son avance en s'imposant lors de la descente de Crans-Montana puis dans le Super-G de Kvitfjell. Au terme de la saison, avec huit victoires et seize podiums, elle s'adjuge le 17 mars 2024 le gros globe de cristal du classement général, huit années après le précédent. Elle gagne aussi pour la première fois le petit globe du géant, et reste en mesure, lors des deux dernières courses de la saison, de gagner ceux de la descente et du Super-G.

## Sponsors
Ses résultats en championnat du monde 2009 et 2017, en Coupe du monde 2014 et 2016, et aux Jeux olympiques de 2014 ont fait monter sa cote. Mais c'est son tempérament, son franc-parler, ses valeurs qui enflamment ses fans, sur le terrain et sur les réseaux sociaux et intéressent des entreprises. Elle peut compter sur le soutien de sponsors tels que le constructeur automobile Audi, le fabricant d'équipements sportifs Head, le fabricant de montres Rolex, la chaîne de soins oculaires Visilab et le chocolatier Ragusa.

## Palmarès

### Jeux olympiques
| Édition / Épreuve | Descente | Super G | Slalom géant | Combiné |
| ----------------- | -------- | ------- | ------------ | ------- |
| 2014 Sotchi       | Bronze   | 4e      | 9e           | Abandon |
| 2018 Pyeongchang  | Abandon  | 4e      | Abandon      | -       |
| 2022 Pékin        | 16e      | Or      | Bronze       | -       |

### Championnats du monde
| Édition / Épreuve       | Descente | Super G | Slalom géant | Combiné | Combiné par équipe |
| ----------------------- | -------- | ------- | ------------ | ------- | ------------------ |
| 2009 Val d'Isère        | Argent   | 7e      | Abandon      | Argent  |                    |
| 2011 Garmisch           | 4e       | 4e      | 20e          | Abandon |                    |
| 2013 Schladming         | 16e      | Argent  | 7e           | Abandon |                    |
| 2015 Vail-Beaver Creak  | Bronze   | 7e      | -            | 5e      |                    |
| 2017 Saint-Moritz       | -        | Bronze  | -            | Abandon |                    |
| 2019 Åre                | 8e       | 9e      | 21e          | Abandon |                    |
| 2021 Cortina d'Ampezzo  | Bronze   | Or      | Or           | -       |                    |
| 2023 Courchevel/Méribel | 9e       | 6e      | 4e           | Abandon |                    |
| Mondiaux 2025 Saalbach  | Abandon  | 8e      | 5e           | —       | Argent             |

### Coupe du monde
- 2 gros globes de cristal (1ère du classement général) en 2016 et en 2024
- 7 petits globes de cristal :
  - Vainqueur du classement du super G en 2014, 2016, 2021, 2023, 2024 et 2025
  - Vainqueur du classement du slalom géant en 2024
- 100 podiums dont 48 victoires (24 en super-G,  13 en descente, 10 en géant et 1 en combiné alpin).
- Premier départ : 28 décembre 2007, géant de Lienz, DNQ
- Premier top30 et premier podium : 2 février 2008, descente de St-Moritz, 3e
- Première victoire : 20 décembre 2008, Super G de St-Moritz

| Année/Classement | Général | Général | Descente | Descente | Super G | Super G | Slalom géant | Slalom géant | Slalom | Slalom | Combiné | Combiné | Parallèle | Parallèle |
| Année/Classement | Class.  | Points  | Class.   | Points   | Class.  | Points  | Class.       | Points       | Class. | Points | Class.  | Points  | Class.    | Points    |
| ---------------- | ------- | ------- | -------- | -------- | ------- | ------- | ------------ | ------------ | ------ | ------ | ------- | ------- | --------- | --------- |
| 2007-2008        | 54e     | 105     | 30e      | 60       | 26e     | 45      | -            | -            | -      | -      | -       | -       | -         | -         |
| 2008-2009        | 11e     | 583     | 12e      | 162      | 11e     | 161     | 9e           | 190          | 45e    | 18     | 16e     | 52      | -         | -         |
| 2009-2010        | -       | -       | -        | -        | -       | -       | -            | -            | -      | -      | -       | -       | -         | -         |
| 2010-2011        | 10e     | 589     | 7e       | 263      | 4e      | 272     | 28e          | 41           | -      | -      | 30e     | 13      | -         | -         |
| 2011-2012        | 14e     | 457     | 18e      | 113      | 8e      | 207     | 17e          | 128          | -      | -      | 30e     | 9       | -         | -         |
| 2012-2013        | 9e      | 662     | 5e       | 228      | 10e     | 144     | 6e           | 213          | -      | -      | 4e      | 77      | -         | -         |
| 2013-2014        | 3e      | 1 101   | 6e       | 352      | 1re     | 448     | 4e           | 285          | -      | -      | 15e     | 16      | -         | -         |
| 2014-2015        | 9e      | 623     | 6e       | 289      | 5e      | 261     | 24e          | 73           | -      | -      | -       | -       | -         | -         |
| 2015-2016        | 1re     | 1 522   | 4e       | 394      | 1re     | 481     | 3e           | 472          | -      | -      | 2e      | 160     | -         | -         |
| 2016-2017        | 4e      | 1 023   | 3e       | 360      | 3e      | 300     | 5e           | 360          | 57e    | 3      | -       | -       | -         | -         |
| 2017-2018        | 12e     | 691     | 10e      | 19       | 2e      | 375     | 5e           | 360          | -      | -      | 24e     | 22      | -         | -         |
| 2018-2019        | 21e     | 356     | 18e      | 128      | 7e      | 178     | 26e          | 50           | -      | -      | -       | -       | -         | -         |
| 2019-2020        | 7e      | 616     | 4e       | 288      | 4e      | 209     | 14e          | 99           | -      | -      | -       | -       | 23e       | 20        |
| 2020-2021        | 2e      | 1256    | 3e       | 383      | 1re     | 525     | 7e           | 288          | -      | -      | -       | -       | 3e        | 60        |
| 2021-2022        | 11e     | 664     | 15e      | 208      | 6e      | 286     | 13e          | 154          | -      | -      | -       | -       | 15e       | 16        |
| 2022-2023        | 2e      | 1217    | 6e       | 212      | 1re     | 413     | 2e           | 532          | -      | -      | -       | -       | -         | -         |
| 2023-2024        | 1re     | 1716    | 2e       | 369      | 1re     | 576     | 1re          | 771          | -      | -      | -       | -       | -         | -         |
| 2024-2025        | 2e      | 1272    | 5e       | 229      | 1re     | 665     | 6e           | 378          | -      | -      | -       | -       | -         | -         |

|           | Descente                 | Super G                                                | Slalom géant                       | Combiné     | Total |
| --------- | ------------------------ | ------------------------------------------------------ | ---------------------------------- | ----------- | ----- |
| 2008-2009 |                          | Saint-Moritz                                           |                                    |             | 1     |
| 2010-2011 |                          | Altenmarkt-Zauchensee                                  |                                    |             | 1     |
| 2012-2013 | Val-d'Isère              |                                                        |                                    |             | 1     |
| 2013-2014 | Beaver Creek Lenzerheide | Beaver Creek Lake Louise Cortina d'Ampezzo Lenzerheide | Sölden                             |             | 7     |
| 2014-2015 | Saint-Moritz             | Lake Louise                                            |                                    |             | 2     |
| 2015-2016 | Val-d'Isère La Thuile    | Garmisch                                               | Aspen Lienz                        | Val-d'Isère | 6     |
| 2016-2017 | Cortina d'Ampezzo        | Lake Louise Val-d'Isère Garmisch                       | Sölden                             |             | 5     |
| 2017-2018 |                          | Cortina d'Ampezzo                                      |                                    |             | 1     |
| 2019-2020 | Crans Montana (x 2)      |                                                        |                                    |             | 2     |
| 2020-2021 | Val di Fassa (x 2)       | Sankt Anton am Arlberg Crans Montana Garmisch (x 2)    |                                    |             | 6     |
| 2021-2022 | Zauchensee               | Saint-Moritz                                           |                                    |             | 2     |
| 2022-2023 |                          | Sankt Anton am Arlberg Soldeu                          | Killington                         |             | 3     |
| 2023-2024 | Crans Montana            | Zauchensee Cortina d'Ampezzo Kvitfjell                 | Sölden Killington Kronplatz Soldeu |             | 8     |
| 2024-2025 |                          | Garmisch Sun Valley                                    | Sun Valley                         |             | 3     |
| Total     | 13                       | 24                                                     | 10                                 | 1           | 48    |

### Coupe d'Europe
- Premier départ : 16 janvier 2007, Super G de St-Moritz, 45ème
- Premier top30 et premier top10 : 18 janvier 2007, descente de St-Moritz, 4ème
- Premier podium : 16 mars 2007, descente de Santa Caterina, 2ème
- Première victoire : 15 janvier 2008, descente de Caspoggio
- 14 podiums, dont 7 victoires (2 descentes, 4 Super G et 1 géant)

| Année/Classement | Général | Général | Descente | Descente | Super G | Super G | Slalom géant | Slalom géant | Slalom | Slalom | Combiné | Combiné |
| Année/Classement | Class.  | Points  | Class.   | Points   | Class.  | Points  | Class.       | Points       | Class. | Points | Class.  | Points  |
| ---------------- | ------- | ------- | -------- | -------- | ------- | ------- | ------------ | ------------ | ------ | ------ | ------- | ------- |
| 2006-2007        | 37e     | 210     | 2e       | 210      | -       | -       | -            | -            | -      | -      | -       | -       |
| 2007-2008        | 1re     | 1370    | 1re      | 340      | 1re     | 500     | 4e           | 363          | 33e    | 67     | 3e      | 100     |

### South America Cup
5 courses disputées en 2013, dont 2 podiums, dont 1 victoire en descente à La Parva (au Chili).

### Championnats du monde junior
| Édition / Épreuve       | Descente | Super G | Slalom géant | Combiné |
| ----------------------- | -------- | ------- | ------------ | ------- |
| 2007 Altenmarkt/Flachau | Argent   | Ab.     | 44e          | Ab.     |
| 2008 Formigal           | Argent   | 4e      | 8e           | Ab.     |
| 2009 Garmisch           | -        | DSQ     | -            | -       |

### Championnats de Suisse
Championne de super G en 2007.
 Championne de géant en 2012.
 Vice-championne de géant 2013.